# Tim Davys
Tim Davys es el seudónimo de un autor sueco. El nombre real del autor o autora no es conocido. Sólo dos personas conocen su verdadera identidad. Jonas Axelsson es el editor de sus libros y los contactos con el autor se realizan a través de su persona.
Los libros de Davys se sitúan en una ciudad ficticia, Mollisan Town, habitada por animales de peluche con características humanas.